# Oswald von Nostitz-Wallwitz
Oswald von Nostitz-Wallwitz (* 28. Februar 1830 in Dresden; † 24. Februar 1885 in Erlangen) war ein deutscher Diplomat und Politiker. Nostitz-Wallwitz war königlich-sächsischer Außerordentlicher Gesandter und Bevollmächtigter Minister im Königreich Preußen sowie sächsischer Bevollmächtigter beim Bundesrat. Er war von 1860 bis 1873 Mitglied der Ersten Kammer des Sächsischen Landtages.

## Leben

### Familie
Oswald von Nostitz-Wallwitz entstammte dem alten Adelsgeschlecht von Nostitz. Die Familie, die zum Uradel der Markgrafschaft Oberlausitz gehörte, teilte sich schon früh in mehrere Linien, die auch im benachbarten Herzogtum Schlesien sowie im Königreich Böhmen und Königreich Polen zu Besitz und Ansehen gelangten. Zweige der Familie erhielten im Laufe der Zeit mehrmals den böhmischen Freiherren- und Grafenstand sowie Erhebungen in den Reichsfreiherren- und Reichsgrafenstand.
Gustav von Nostitz-Wallwitz (* 4. Oktober 1789 in Dresden; † 5. Dezember 1858 in Dresden), Herr auf Schweikershain, heute ein Ortsteil von Erlau, Sohland sowie Weigsdorf wurde königlich sächsischer Generalleutnant und war von 1839 bis 1846 sächsischer Kriegsminister. Er heiratete am 1. Juni 1820 in Schweikershain Albertine Wilhelmine (* 12. Januar 1797 in Dresden; † 6. November 1861 in Dresden), eine geborene Gräfin von Wallwitz und Tochter des Grafen Christian Reinhart von Wallwitz. Sie waren die Eltern von Oswald, er war das jüngste Kind und hatte noch zwei Brüder und zwei Schwestern. Sein Bruder Hermann von Nostitz-Wallwitz wurde sächsischer Innen- und Außenminister und war Abgeordneter im sächsischen Landtag und im Reichstag. Von seinen Schwestern heiratete 1840 Emma (* 18. März 1821; † 16. Mai 1900) den sächsischen Rittergutsbesitzer und Politiker Heinrich Otto von Erdmannsdorf.
Am 14. November 1834 erhielt der Vater Gustav eine sächsische Genehmigung zur Namens- und Wappenvereinigung mit denen von Wallwitz per Diplom und war damit der Begründer der Linie von Nostitz-Wallwitz. 1835 gelangte das Rittergut Schweikershain als Erbteil seiner Frau in den Besitz der Familie von Nostitz-Wallwitz.

### Beruflicher Werdegang
Nostitz besuchte zunächst die Kreuzschule und später das Blochmannsche Institut, das heutige Vitzthum-Gymnasium, in Dresden. Im Anschluss begann er ein Studium der Rechtswissenschaften an der Universität Heidelberg, das er an der Universität Leipzig beendete. Anschließend unternahm er einige Auslandsreisen und absolvierte das Staatsexamen an der Leipziger Universität.
Im März 1856 trat Nostitz bei der Kreisdirektion Bautzen als Referendar ein und erhielt im Februar 1857 als solcher seine Versetzung in das sächsische Finanzministerium nach Dresden, wo er im November desselben Jahres zum Finanzrat befördert wurde. Im Ministerium arbeitete er vor allem im Referat über Hoch- und Wasserbau, seit 1865 als Geheimer Finanzrat.
Nach dem Tod des Vaters 1858 erbte Nostitz das Rittergut Schweikershain, das er ab 1860 umfassend umgestalten ließ. Das Herrenhaus erhielt verputzte Decken und ein neues prunkvolles Treppenhaus. Auch die Fassaden der Park- und Hofseite wurden mit einem Mittelrisalit und einem Balkon neu gestaltet. Das ehemalige Gerichtsgebäude wurde 1866 eine Gärtnerei an die ein beheizbares Gewächshaus angebaut wurde. Der am Herrenhaus gelegene Park, ursprünglich eine französische Gartenanlage, wurde im englischen Stil umgestaltet und ein Springbrunnen angelegt. Durch Ankäufe und Ablösungen hatte das Rittergut nun einen Umfang von zirka 330 ha Land, davon etwa 100 ha Wald.
Bereits 1860 wurde Nostitz erstmals in die Erste Kammer der sächsischen Ständevertretung als Vertreter der Rittergutsbesitzer des Leipziger Kreises gewählt. Er gehörte dem Landtag durchgehend bis 1873, mit Ausnahme des außerordentlichen Landtags im Jahre l866, als Mitglied der Ersten Kammer an. Während des 14. ordentlichen Landtages übernahm er ab Februar 1872 letztmalig ein Mandat.
Zum Ende des Deutsch-Französischen Krieges im Frühjahr 1871 war Nostitz Zivilkommissar in Versailles bei dem damaligen Generalgouverneur des Bezirks des XII. Armee-Korps Alfred von Fabrice. In Versailles hatte er oftmals Umgang mit dem deutschen Kaiser Wilhelm I. und mit dem Reichskanzler Otto von Bismarck. Erst Mitte Juni 1871 konnte Nostitz in seine sächsische Heimat zurückkehren. Noch im gleichen Monat erhielt er vom sächsischen Minister Richard von Friesen seine Ernennung zum Bundesratsgesandten als Bevollmächtigter des Königreiches Sachsen. Er gehörte dort zunächst dem Ausschuss für das Reichsland Elsass-Lothringen an und war später, ab dem 1. Oktober 1871, Mitglied in den Ausschüssen für Rechnungswesen, Zoll- und Steuerwesen sowie für Elsass-Lothringen. Während seiner Arbeit in den Ausschüssen konnte erreicht werden, das die Souveränität über das Münzrecht bei den Bundesstaaten des Deutschen Kaiserreiches verblieb und das diese das Recht hatten ihre Motive, z. B. das Porträt des Landesherren, auf den gemeinsamen Münzen selbst zu prägen. In den Debatten im Bundesrat galt Nostitz als gewandter Redner, der dabei immer sachlich blieb und niemals persönlich wurde. Im Laufe seiner Tätigkeit dort ist es ihm gelungen, Konflikte mit Bismarck zu vermeiden, ohne dabei den Anspruch seiner eigenen Regierung zu vergessen.
Mit der Abberufung des sächsischen Gesandten Hans von Könneritz, der im März 1873 zum Oberhofmarschall an den Dresdner Hof bestellt wurde, erhielt Nostitz als dessen Nachfolger die Ernennung zum königlich sächsischen Außerordentlichen Gesandten und Bevollmächtigten Minister in Preußen nach Berlin. Damit verbunden war auch die Führung aller sächsischen Stimmen bei Abstimmungen im Bundesrat. Seine offizielle Akkreditierung zum sächsischen Gesandten erfolgte am 25. Mai 1873 während einer Audienz bei Kaiser Wilhelm I., als König von Preußen. Noch im Herbst des gleichen Jahres wurde Nostitz außerdem Mitglied im Verwaltungsrat des Reichsinvalidenfonds und in den neu gegründeten Disziplinarhof für Reichsbeamte nach Leipzig gewählt. Nachdem er auch in die Kommission gewählt wurde, die über Beschwerden bei Ausführung des Sozialistengesetzes durch die lokalen Polizeibehörden zu entscheiden hatte, legte Nostitz allerdings im Oktober 1878 seine Funktion im Reichsdisziplinarhofs nieder. 1879 erhielt er den Rang eines Wirklichen Geheimen Rates mit dem Titel Exzellenz.
Oswald von Nostitz-Wallwitz starb am 24. Februar 1885 früh um halb Vier, wenige Tage vor seinem 55. Geburtstag in Erlangen an den Folgen eines Darmdurchbruchs. Einen Tag später war eine Operation geplant, bei der das Geschwür entfernt werden sollte. Er hatte sich zur Erholung und Genesung nach Bayern begeben, nachdem er schon einige Zeit zuvor an Magen- und Darmproblemen gelitten hatte. Unter großer Anteilnahme wurde er am 28. Februar auf dem Kirchhof in Schweikershain bestattet. Nostitz war Träger zahlreicher Auszeichnungen, für seine Verdienste als Zivilkommissar im Deutsch-Französischen Krieg erhielt er 1871 das Eiserne Kreuz 2. Klasse am weißen Band. Seit den 1870er Jahren war er Autor einiger finanzwissenschaftlicher Abhandlungen, die er vor allem in der Zeitschrift des Königlich Sächsischen Statistischen Bureaus veröffentlichte.

### Ehe und Nachkommen
Oswald von Nostitz-Wallwitz heiratete am 5. Oktober 1861 in Dresden die Freiin Anna Sophie Pauline Wilkens von Hohenau (* 23. Mai 1842 in Berlin; † 14. Juni 1923 in Dresden), eine Tochter des kurhessischen Gesandten in Berlin Carl Friedrich Freiherr von Wilkens-Hohenau. Seine Frau Anna war als Witwe Autorin zahlreicher Lehrbücher zur Haushaltskunde und die Begründerin einer Haushaltungsschule auf dem Familiensitz in Schweikershain. Das Paar hatte drei Söhne.
Der Erstgeborene Karl Néale von Nostitz-Wallwitz wurde geheimer Regierungsrat und sächsischer Kreishauptmann. Er erhielt 1885, nach dem Tod des Vaters, das Rittergut Schweikershain. Seine erste Ehe blieb kinderlos, aus seiner zweiten Ehe mit Irene von Hartmann gingen sechs Töchter und ein Sohn hervor. Karl Néales jüngerer Bruder Benno von Nostitz-Wallwitz war Landesältester der Landstände der sächsischen Oberlausitz, sächsischer Offizier und wie schon der Vater Mitglied der Ersten Kammer des sächsischen Landtags. Er blieb unverheiratet, adoptierte aber 1932 seinen Neffen Oswalt von Nostitz, den er testamentarisch als Erben bestimmte. Der jüngste der Brüder Alfred von Nostitz-Wallwitz wurde sächsischer Gesandter in Wien und war für wenige Wochen sächsischer Kultusminister. Er heiratete 1904 Helene von Nostitz, eine geborene von Beneckendorff und von Hindenburg und Nichte des späteren Reichspräsidenten Paul von Hindenburg. Ihr Sohn Oswalt wurde von seinem Onkel Benno adoptiert.

## Veröffentlichungen (Auswahl)
- Die Finanzwirtschaft des Königreichs Sachsen seit dem Jahre 1867. Teil 1: Nutzung des Staatsvermögens und der Staatsanstalten. In: Zeitschrift des Königlich Sächsischen Statistischen Bureaus. 22. Jahrgang, Heft 1 & 2, R. von Zahn, Dresden 1876, Seite 1–23, (Digitalisat.)
- Die Finanzwirtschaft des Königreichs Sachsen seit dem Jahre 1867. Teil 2: Die ausserordentlichen Ausgabe. In: Zeitschrift des Königlich Sächsischen Statistischen Bureaus. 23. Jahrgang, Heft 1 & 2, R. von Zahn, Dresden 1877, Seite 1–8, (Digitalisat.)
- Die Finanzen des norddeutschen Bundes und des deutschen Reiches im Jahre 1878. In: Zeitschrift des Königlich Sächsischen Statistischen Bureaus. 24. Jahrgang, Heft 1 & 2, Teubner, Dresden 1878, Seite 1–18, (Digitalisat.)
- Der Aufwand für Landheer und Flotte im deutschen Reiche. In: Zeitschrift des Königlich Sächsischen Statistischen Bureaus. 25. Jahrgang, Heft 3 & 4, Teubner, Dresden 1879, Seite 121–134, (Digitalisat.)